# Интакто
«Интакто» (исп. Intacto, с исп. — «Неуязвимый») — испанский художественный фильм режиссёра Хуана Карлоса Фреснадильо, лауреат «Фантаспорту» в 2001 году в номинациях «Лучший фильм» и «Лучший сценарий». Премьера в России состоялась 23 июня 2003 года на Московском кинофестивале. Фильм рассказывает загадочную историю о людях, которые в ходе своей жизни чудом сумели спастись в смертельно опасной ситуации, а затем стали участвовать в подпольных играх между собой на звание абсолютного счастливчика.

## Сюжет
Действие происходит в Испании. По всей стране происходят подпольные игры счастливчиков, победитель которых встречается в финальном поединке со стариком Сэмюэлем (Макс фон Сюдов). Суть поединка в следующем — претенденту дается пистолет с 6-ю пулями, одна из которых холостая. Он стреляет первым. Если претендент застреливает Сэмюэля, он выиграл. Если нет — очередь старика. Никто не может убить его уже 20 лет, так как у Сэмюэля есть уникальный талант — способность забирать удачу у других.
Его бывший ученик Федерико преследует цель найти того, кто сможет победить главного счастливчика страны. Он встречает парня Томаса, единственного выжившего после крушения самолета. Федерико считает, что у Томаса также есть талант забирать удачу у других, поэтому он уговаривает его пройти отборочные игры и встретиться в финале с Сэмюэлем. Однако обстоятельства, связанные с Томасом, оказываются довольно запутанными из-за вмешательства в игру его бывшей подружки Аны, и полицейской Сары.

## Влияние
Видеоклип для Pendulum на ремикс песни Prodigy «Voodoo People» поставил Ron Scalpello. В основу легла идея из фильма Интакто, где счастливчики испытывают себя в подпольных играх. Видео снималось на большом открытом рынке, Ромфорд-маркете (англ.) в Лондоне.
В клипе несколько людей участвуют в «слепой гонке». Их задача — бежать с завязанными глазами и руками, и прибежать первым. Несколько участников The Prodigy снялись в клипе как наблюдатели, а единственный дошедший до конца человек, Шарки (англ. Sharky), — бывшая участница группы, покинувшая её вскоре после формирования.